# 1616
Реформація •  Епоха великих географічних відкриттів •  Ганза •  Нідерландська революція •  Річ Посполита •  Запорозька Січ

## Геополітична ситуація
Османську імперію очолює Ахмед I (до 1617). Під владою османського султана перебувають Близький Схід та Єгипет, Середземноморське узбережжя Північної Африки, частина Закавказзя, значні території в Європі: Греція, Болгарія та Сербія. Васалами османів є Волощина та Молдова.
Священна Римська імперія — наймогутніша держава Європи. Її територія охоплює, крім німецьких земель, Угорщину з Хорватією, Богемію, Північну Італію. Її імператором є Матвій з родини Габсбургів (до 1619).
Габсбург Філіп III Благочестивий є королем Іспанії (до 1621) та Португалії. Йому належать Іспанські Нідерланди, південь Італії, Нова Іспанія, Нова Гранада та Нова Кастилія в Америці, Філіппіни. Португалія, попри правління іспанського короля, залишається незалежною. Вона має володіння в Бразилії, в Африці, в Індії, на Цейлоні, в Індійському океані й Індонезії.
Північ Нідерландів займає Республіка Об'єднаних провінцій. Король Франції — Людовик XIII Справедливий (до 1643). Королем Англії є Яків I Стюарт (до 1625). Король Данії та Норвегії — Кристіан IV Данський (до 1648), Швеції — Густав II Адольф (до 1632). На Апеннінському півострові незалежні Венеціанська республіка та Папська область.
Королем Речі Посполитої, якій належать українські землі, є Сигізмунд III Ваза (до 1632). На півдні України існує Запорозька Січ.
Царем Московії є Михайло Романов (до 1645). Існують Кримське ханство, Ногайська орда.
Шахом Ірану є сефевід Аббас I Великий (до 1629).
Значними державами Індостану є Імперія Великих Моголів, Біджапурський султанат, султанат Голконда, Віджаянагара. У Китаї править династія Мін. В Японії триває період Едо.

## Події

### В Україні
- Запорожці на «чайках» під головуванням гетьмана Петра Сагайдачного знищують османський флот і захоплюють Кафу.
- Серпень. Письмова згадка про Умань.
- Осінь. Сагайдачний знову пішов з товариством походом на Мінери і Трапезунд. По цьому розгромили флот Цікалі-паші і беруть Стамбул. Протягом трьох днів козацтво святкувало свою перемогу в Стамбулі. При поверненні біля Великого Лугу знищили ескадру Ібрагіма-паші.
- 30 грудня вийшов з друку «Часослов» — перша надрукована книга в Києві.
- Перша писемна згадка про село Сухівці (нині Підволочиського району Тернопільської області) та Томашпіль.

### У світі
- Господарем Молдови став Раду IX Михня.
- Утворено Данську Ост-Індську компанію.
- Англійський суддя Джон Кук, який приймав рішення всупереч королю й парламенту, втратив посаду.
- Англійський король Яків I надав своєму синові Карлу титул принца Валлійського.
- У Франції Рішельє, майбутнього кардинала призначено державним секретарем.
- Віллем Схаутен та Якоб Лемер відкрили мис Горн.
- Вільям Баффін дослідив затоку, що отримала назву море Баффіна.
- Іспанський флот завдав поразки османському поблизу берегів Кіпру.
- Триває війна між Сефевідською Персією та Османською імперією. Сефевід Аббас I Великий захопив Тбілісі.
- Чжурчженський полководець Нурхаці заснував династію Пізня Цзінь.

## Наука та культура
- Книгу Коперніка «Про обертання небесних тіл» внесено до «Індексу заборонених книг».

## Померли
- 23 квітня — Мігель Сервантес письменник.
- 23 квітня — Вільям Шекспір, англійський драматург і поет у Стратфорді-на-Ейвоні у віці 52-х років
- 22 травня — Токуґава Ієясу, засновник сьоґунату Едо.